# We Were Promised Jetpacks
We Were Promised Jetpacks est un groupe de rock indépendant britannique, originaire d’Édimbourg, en Écosse. Les membres du groupe sont Adam Thompson (voix, guitare), Michael Palmer (guitare), Sean Smith (basse) et Darren Lackie (batterie). De 2013 à 2015, Stuart McGachan (claviers, guitare) faisait également partie du groupe.
Le premier album du groupe, These Four Walls, est sorti le 15 juin 2009 sur le label Fat Cat Records. En novembre 2011, le groupe sort son deuxième album In the Pit of the Stomach. Après un album live E Rey: Live in Philadelphia, le troisième album studio du groupe, Unravelling, paraît en octobre 2014.

## Biographie

### Débuts
We Were Promised Jetpacks se forme à Édimbourg en 2003. Le groupe joue pour la première fois en public à l’occasion d’un concours de groupes organisé par l’école que ses membres fréquentent. Il remporte le concours. Le groupe part ensuite pour ensuite Glasgow : « À l’époque où nous sommes arrivés à Glasgow (nous avons grandi et sommes allés à l’école à Édimbourg, puis trois d’entre nous ont déménagé à Glasgow et un à Stirling) nous avons commencé à jouer nos propres concerts dans des salles correctes. Jouer à Édimbourg avant était bizarre puisque nous n’avions pas l’âge, alors nous finissions par jouer lors d’étranges nuits. C’était sympa, mais quand nous avons déménagé à Glasgow nous avions l’âge de boire et nous avons commencé à jouer dans des endroits comme  Sleazy's et whatnot. Nous avions l’impression d’avoir notre propre groupe. »
 »
En septembre 2008, le groupe a fait la première partie de Frightened Rabbit durant leur tournée pour The Midnight Organ Fight. Les membres de Frightened Rabbit recommandent à leur label d’écouter le MySpace du groupe. We Were Promised Jetpacks signe alors avec Fat Cat Records.

### These Four Walls
Le 15 juin 2009, le groupe sort son premier album These Four Walls. Le même jour, il interprète l’intégralité du disque au King Tut's Wah Wah Hut. L’album atteint la 27e place du Billboard Heatseekers chart américain. À la fin 2009 et au début 2010, le groupe fait une tournée des États-Unis avec en première partie Bad Veins, originaire de Cincinnati, puis les Bear Hands de Brooklyn et The Lonely Forest du Washington. En octobre 2010, We Were Promised Jetpacks fait l’ouverture des concerts de Jimmy Eat World en Amérique du Nord. Les chansons du groupe apparaissent alors dans plusieurs émissions et séries télévisées.

### In the Pit of the Stomach
En juillet 2011, We Were Promised Jetpacks annonce son deuxième album In the Pit of the Stomach et sort un premier extrait, Act on Impulse. L’album sort le 4 octobre 2011. Il reçoit un accueil généralement favorable des critiques avec une note de 7,3/10 sur AnyDecentMusic?, basée sur 23 critique.
En février 2014, le groupe fait paraître E Rey: Live in Philadelphia, un album live enregistré lors du dernier concert de sa tournée 2012 à Philadelphie.

### Unravelling
Le troisième album du groupe, intitulé Unravelling, sort le 6 octobre 2014 au Royaume-Uni et le 14 octobre 2014 aux États-Unis. L’album, composé de 11 titres et long de 48 minutes, est enregistré et mixé aux studios Chem19 de Glasgow.

## Influences
Le groupe cite Frightened Rabbit et The Twilight Sad, signés sur le même label, ainsi que les premiers albums de Biffy Clyro comme influence,.

## Discographie
| These Four Walls                                                 | - Sortie : 15 juin 2009 - Label : Fat Cat Records         | —  | —   | —   | 27 | —  |
| In the Pit of the Stomach                                        | - Sortie : 4 octobre 2011 - Label : Fat Cat Records       | 25 | 167 | 153 | 5  | 24 |
| Unravelling                                                      | - Sortie : 6 octobre 2014 - Label : Fat Cat Records       | 45 | —   | —   | 8  | 48 |
| The More I Sleep The Less I Dream                                | - Sortie : 14 septembre 2018 - Label : Big Scary Monsters |    |     |     |    |    |
| Enjoy The View                                                   | - Sortie : 10 septembre 2021 - Label : Big Scary Monsters |    |     |     |    |    |
| « — » signifie que l’album n’a pas été classé ou n’est pas sorti |                                                           |    |     |     |    |    |